# .london

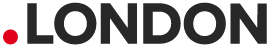

.london est un domaine de premier niveau générique destiné aux sites web en rapport avec la ville de Londres en Angleterre.

## Historique
Le domaine .london a été approuvé par l'ICANN en tant que domaine de premier niveau générique pour les sites en rapport  avec la ville de Londres le 7 juin 2013.
Le 29 avril 2014, les domaines de second niveau du domaine .london ont été mis en vente.

## Statistiques d'usage
En janvier 2025, environ 34 000 domaines utilisent l'extension .london.